# Huisbuursterpolder
De Huisbuursterpolder is een voormalig waterschap in de provincie Groningen.
De polder lag ten oosten van Ten Post. De noordoost- en zuidoostgrens lagen op de Medenweg, de zuidwestgrens op de B. Kuiperweg (N865) en de noordwestgrens lag langs het Damsterdiep. De molen stond in het noordelijke deel van de polder en sloeg via een tocht uit op het Damsterdiep. 
Waterstaatkundig gezien ligt het gebied sinds 2000 binnen dat van het waterschap Noorderzijlvest.